# Свенска серієн з хокею 1941—1942
 Свенска серієн: 1941—1942 — 7-й сезон у «Свенска серієн», що була на той час найвищою за рівнем клубною лігою у шведському хокеї з шайбою.
У чемпіонаті взяли участь 8 клубів. Турнір проходив у два кола.
Переможцем змагань став клуб «Гаммарбю» ІФ (Стокгольм).

## Турнірна таблиця
|   | Команда                        | І  | В  | Н  | П  | Ш       | О  |
| - | ------------------------------ | -- | -- | -- | -- | ------- | -- |
| 1 | «Гаммарбю» ІФ (Стокгольм)      | 14 | 12 | 1  | 1  | 52 - 13 | 25 |
| 2 | Седертельє СК                  | 14 | 10 | 3  | 1  | 47 - 13 | 23 |
| 3 | ІК «Йота» (Стокгольм)          | 14 | 9  | 1  | 4  | 51 - 24 | 19 |
| 4 | «Реймерсгольмс» ІК (Стокгольм) | 14 | 8  | 2  | 4  | 38 - 23 | 18 |
| 5 | АІК Стокгольм                  | 14 | 6  | 0  | 8  | 37 - 33 | 12 |
| 6 | «Карлбергс» БК (Стокгольм)     | 14 | 2  | 3  | 9  | 22 - 50 | 8  |
| 7 | Нака СК                        | 14 | 2  | 11 | 11 | 16 - 52 | 5  |
| 8 | ІК «Гермес» (Стокгольм)        | 14 | 1  | 0  | 16 | 16 - 30 | 2  |